# 山口洋機場
山口洋機場是印尼西加里曼丹省的一座機場，位於山口洋市南山口洋區邦米冷社區。該機場採PPP模式興建，2019年2月18日舉辦機場建設開工典禮，2023年7月12日航廈建設開動，2024年3月20日舉辦落成典禮，2024年4月18日山口洋機場正式對外開放。山口洋機場的建築以山口洋市名稱起源的詞源方法，該城市位於山丘之間、靠近河口和大海，然後結合山口洋市的民族和文化多樣性「Tidayu」代表「Tionghoa（華人）、Dayak（達雅族）、Melayu（馬來族）」的鄉土建築元素。

## 歷史
建設山口洋機場的倡議最早可追溯至2008年，於2009年完成可行性研究及主計畫初部設計，及後進行細部設計及環境影響評估。其後，山口洋機場建設計畫被納入地區中期（RPJM，2008－2012）及長期（RPJP，2005－2025）發展規畫，以及2013年國土發展策略計畫（RTRWN）修訂版。2014年，山口洋市政府、西加里曼丹省副省長、交通部與民航總局等多方簽訂機場建設備忘錄。2016年，山口洋市政府與國電商討遷移工地內高壓輸電系統高塔，以及與地方建設與行政保安工作隊（TP4D）協調展開土地徵收作業。2019年2月18日，山口洋市政府舉辦新機場建設奠基儀式，多名中央高官、國會議員和地勤仕紳均有出席。
2024年1月24日進行飛行校準，比奇超級空中國王200型成功降落於山口洋機場。2024年3月19日進行了第二次飛行校準，空中國王200型再次成功降落。2024年3月20日印尼總統佐科·維多多先生直接在山口洋機場降落，而舉辦機場落成典禮。2024年4月18日山口洋機場正式對外開放，但是暫時只提供非定期航班，因為還沒有航空公司申請往返該機場的航線時刻表，而且通往機場的主要道路還沒完工。

## 設計
山口洋機場佔地151.4公頃（0.585平方英里），第一階段佔地跑道長1,400（4,600英尺），預定於2022年啓用，可供區域性客機ATR42/ATR72降落。未來跑道會延長至2,600（8,500英尺），可供波音737降落。該計畫總投資預計達到1.3兆印尼盾，政府將提供5000億印尼盾作為首階段資金。

## 航空公司及航點

### 客運
| 航空公司 | 目的地               |
| -------- | -------------------- |
| 翎亞航空 | ：雅加達-蘇加諾-哈達 |

Super air jet   :雅加達-蘇加諾-哈達